# Březiny

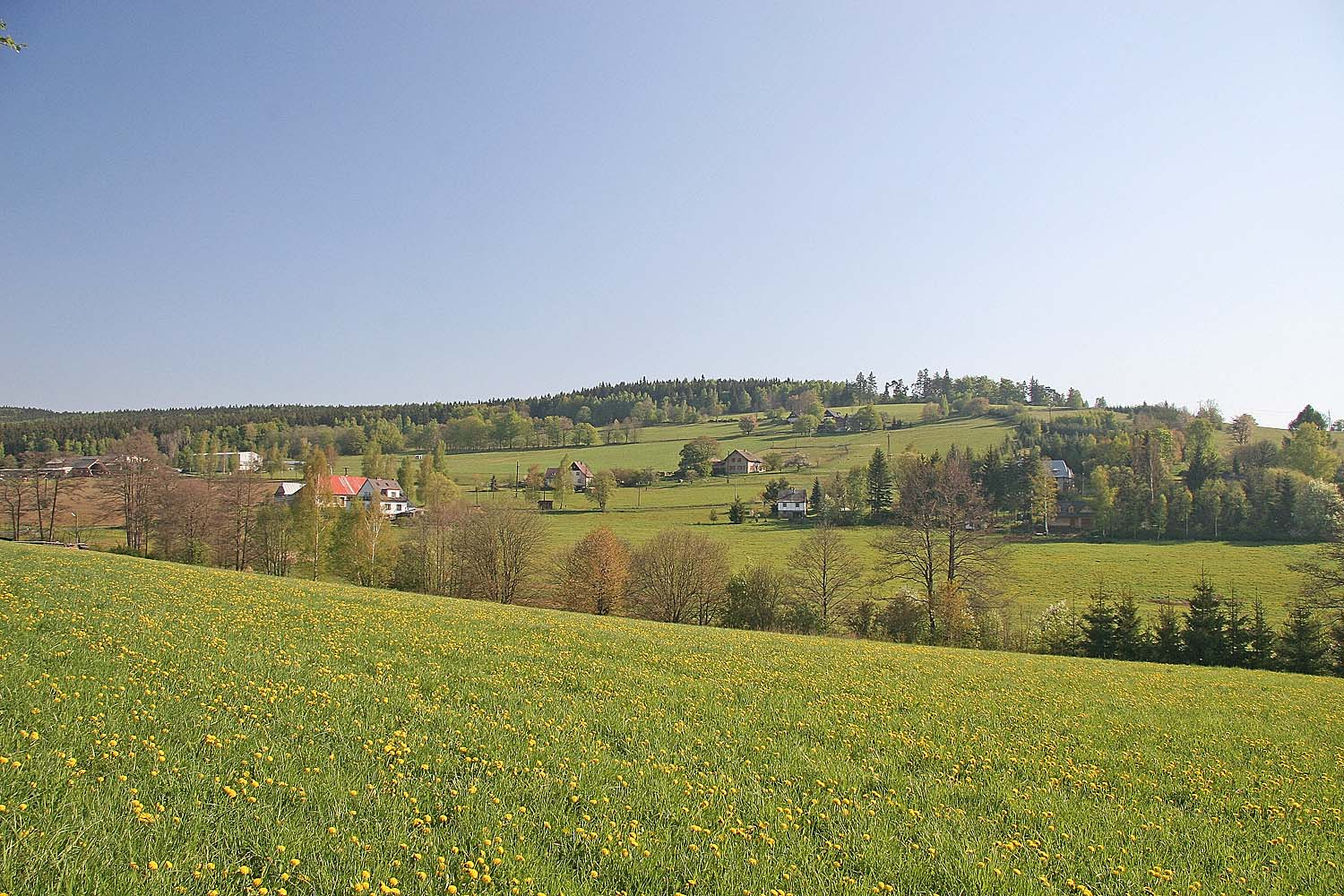
Blick von Friedhof gegen Ost

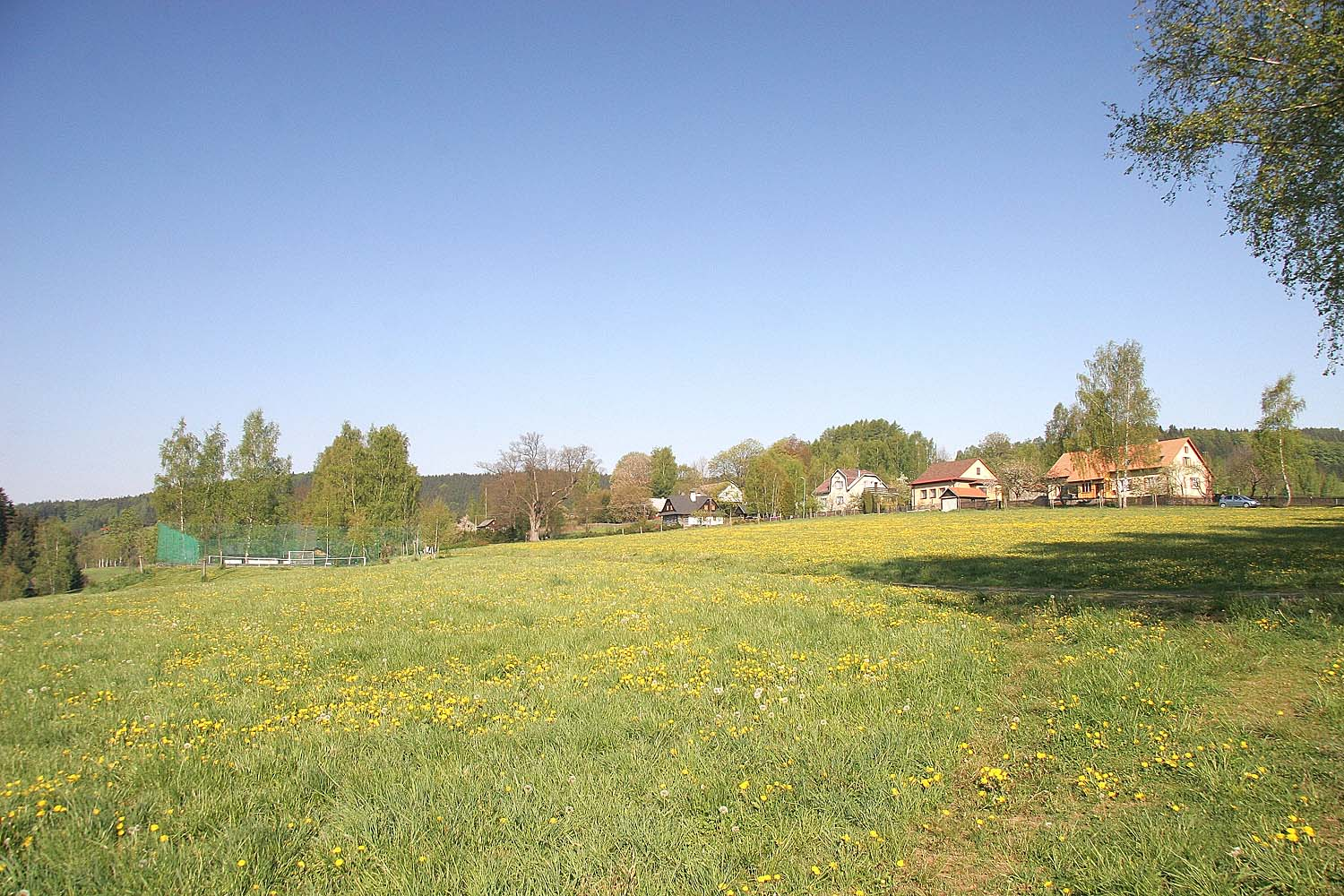
Blick vom Friedhof gegen West

Březiny (deutsch Brzezina, 1939–45 Birkicht) ist eine Gemeinde in Tschechien. Sie liegt elf Kilometer westlich von Polička und gehört zum Okres Svitavy.

## Geographie
Die Streusiedlung Březiny befindet sich im Südosten der Saarer Berge. Der Ort erstreckt sich an den Hängen linksseitig der Svratka. Nördlich erheben sich der Holý vrch (756 m. n.m.) und die Rybenské perníčky (748 m. n.m.), im Nordosten der Landrátský kopec (Landratberg, 743 m. n.m.), östlich der Matoušův kopec (721 m. n.m.), im Südosten der Panský kopec (655 m. n.m.), südlich der Vysoký kopec (806 m. n.m.), westlich die Čtyří palice (732 m. n.m.) und die Milovské perníčky (757 m. n.m.) sowie im Nordwesten die Bílá skalka (775 m. n.m.) und Bubnovaný kopec (780 m. n.m.). Die zu Böhmen gehörige Ansiedlung liegt unmittelbar nördlich der durch den Lauf der Svratka gebildeten historischen Landesgrenze zu Mähren.
Nachbarorte sind Damašek im Norden, Pustá Rybná und Landráty im Nordosten, Světy, Maděra und Telecí im Osten, Krásné und Mrhov im Südosten, Daňkovice, Zálesí und Podlesí im Süden, České Milovy im Südwesten, Křižánky im Westen sowie Česká Cikánka, Moravská Cikánka und Karlštejn im Nordwesten.

## Geschichte
Der zur böhmischen Herrschaft Richenburg gehörige Ort entstand im 17. Jahrhundert. Alte Überlieferungen berichten, dass während des Dreißigjährigen Krieges die Bewohner umliegender Dörfer vor den Schweden in das morastige und unzugängliche Gebiet flüchteten und sich hier verbargen. Auf den auf verschiedenen Stellen in die Wälder gehauenen Schlägen legten sie Felder an. Andere Quellen geben an, dass nach der Schlacht am Weißen Berg Protestanten in den abgelegenen Wäldern Zuflucht gesucht hatten. Eine dörfliche Struktur entstand dabei nicht. Am gegenüberliegenden mährischen Ufer befand sich das Dorf Bezděkov, das von den Schweden oder während der Türkeneinfälle niedergebrannt wurde. Es wurde nicht mehr aufgebaut und seine Fluren bewaldeten wieder.
1696 gründeten die Herren Berka von Dubá und Lipá in der Brzezina eine herrschaftliche Glashütte. Die erste schriftliche Erwähnung der Siedlung Brzezina erfolgte 1702. Die Berkahütte hatte ihre Blütezeit zwischen 1750 und 1800, als sie durch flache bemalte oder geschliffene Flaschen bekannt wurde. In dieser Zeit bestanden in Brzezina drei Eisenhämmer, wovon einer auf der mährischen Seite der Svratka gelegen war. Außerdem lebten die Bewohner von der Holzfällerei und Köhlerei für die Hammerwerke.  Im Jahre 1789 gab es 84 Anwesen in Bržezin bzw. Bržeziny. Im 19. Jahrhundert erloschen alle drei Hämmer, der Bedarf an Holzkohle konnte durch die zunehmende Abholzung der Laubwälder nicht mehr gedeckt werden.
Im Jahre 1835 bestand das im Chrudimer Kreis gelegene Dorf Březina bzw. Březiny aus 98 Häusern mit 637 tschechischsprachigen Einwohnern. Im Ort gab es eine Schule und eine Mühle. Erwerbsquellen waren der Flachsbau, die Spinnerei und Weberei sowie etwas Bleicherei. Katholischer Pfarrort war Borowa, die Protestanten waren dem Pastorat Telecy zugeordnet. Bis zur Mitte des 19. Jahrhunderts blieb Březina der Allodialherrschaft Richenburg untertänig.
Nach der Aufhebung der Patrimonialherrschaften bildete Březiny / Březina ab 1848 mit den Ortsteilen Damašek und Hraničný eine Gemeinde im Gerichtsbezirk Polička. Ab 1868 gehörte die Gemeinde zum Bezirk Polička. Der Ortsteil Hraničný wurde wenig später mit Damašek fusioniert. 1869 hatte Březiny 715 Einwohner und bestand aus 103 Häusern. Um 1900 lebten die meisten der Bewohner des Ortes von der Landwirtschaft. In den Wintermonaten arbeiteten sie im Forst und verarbeiteten Flachs zu Leinzeug, das sie in Borová verkauften. Im Jahre 1900 lebten in der Gemeinde 546 Personen, 1910 waren es 539. Nach dem Ersten Weltkrieg zerfiel der Vielvölkerstaat Österreich-Ungarn, die Gemeinde wurde 1918 Teil der neu gebildeten Tschechoslowakischen Republik. Damašek wurde 1919 nach einem Referendum in die Gemeinde Pustá Rybná umgegliedert. Beim Zensus von 1921 lebten in den 98 Häusern der Gemeinde 446 Personen.
Im Jahre 1930 bestand Březiny  aus 96 Häusern und hatte 574 Einwohner, darunter waren auch die 180 Slowaken, die in den Wäldern halfen, die Folgen der Schneebruchkatastrophe von 26. und 27. Oktober 1930 zu beseitigen. Von 1939 bis 1945 gehörte Březiny zum Protektorat Böhmen und Mähren und erhielt den deutschen Namen "Birkicht". 1950 lebten nur noch 291 Personen in Březiny. In den 1950er und 1960er Jahren erfolgte ein starker Rückgang der Einwohnerzahl durch Abwanderung. Im Zuge der Gebietsreform von 1960 erfolgte die Aufhebung des Okres Polička; Březiny wurde dabei dem Okres Svitavy zugeordnet. Beim Zensus von 2001 lebten in den 87 Wohnhäusern von Březiny 139 Personen.

## Gemeindegliederung
Für die Gemeinde Březiny sind keine Ortsteile ausgewiesen. Das Dorf besteht aus den Ortslagen Dolánky, Druhá strana, Kučerův Mlýn, Lísek, Pod Silnicí, U Domů, U Hamru, U lípy und V pasekách.
Das Gemeindegebiet bildet den Katastralbezirk Březiny u Poličky.

## Persönlichkeiten
- Josef Václav Justin Michl (1810–1862), Pseudonym Drašar, der Priester und Schriftsteller verlebte sein Lebensende in einer kleinen Chaluppe in Březiny und ist auf dem örtlichen Friedhof beigesetzt. Teréza Nováková beschreibt in ihrem Roman "Drašar", die tragische Geschichte Michls, der sich als Lehrer am Piaristenkolleg von Pest geringgeschätzt fühlte und nach Březiny zog. Hier verliebte er sich in Josefa Maděrová, die bei der Geburt seiner Tochter starb.

## Sehenswürdigkeiten

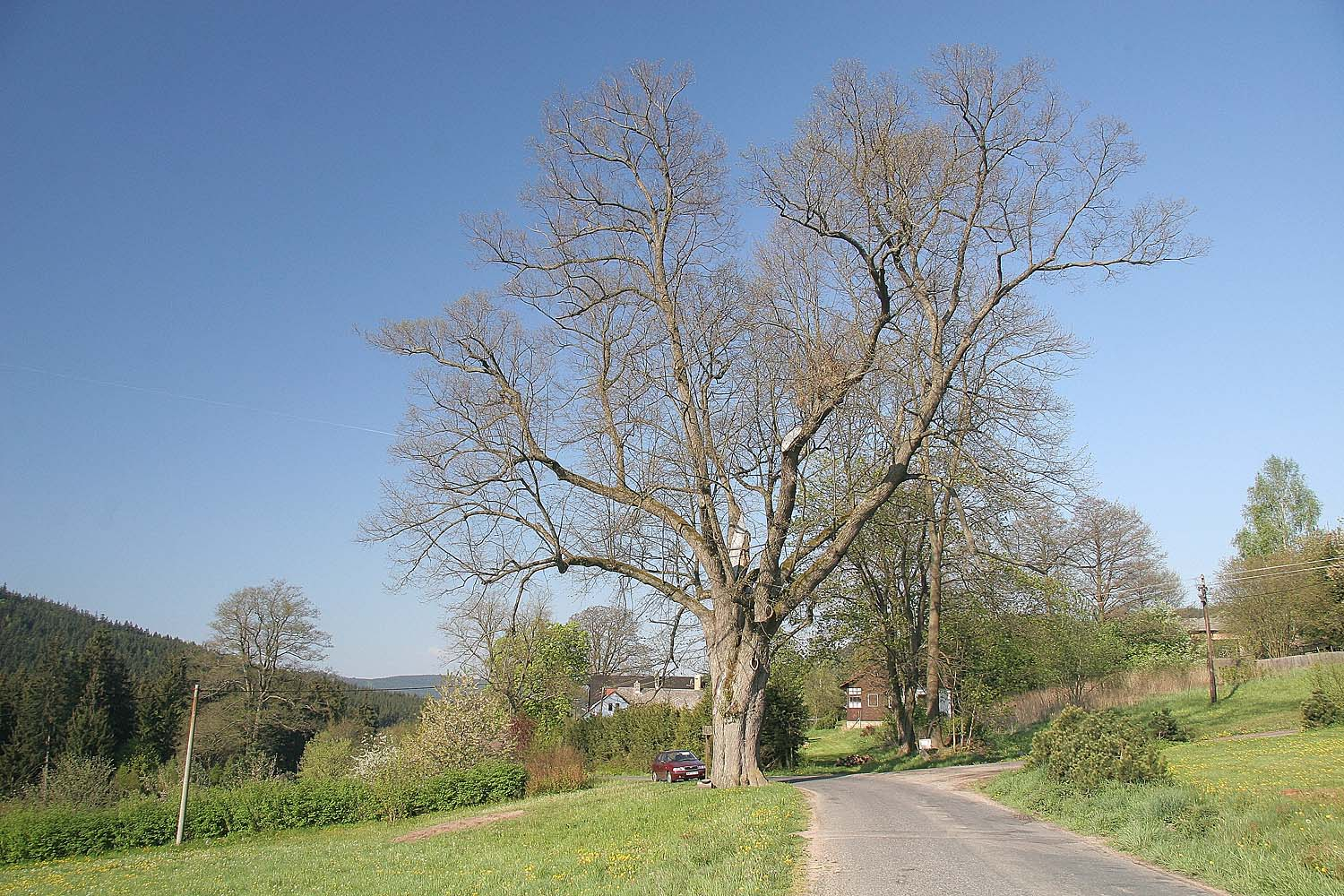
Luňáček-Linde

- Naturreservate Milovské Perníčky, Rybenské Perníčky, Zkamenělý zámek und Čtyří Palice
- Geschützte Luňáček-Linde (Luňáčkova lípa), die 300–500-jährige Winterlinde hat einen Stammumfang von 6 m und ist 30 m hoch.
- sogenannte Falze, Vierseithöfe in Blockbauweise aus der Zeit der deutschen Kolonisation
- Kapelle des hl. Rochus
- Drašar-Linde (Drašarova lípa), neben der Chaluppe am Rande der Ansiedlung in der Drašar das Ende seines Lebens verbrachte
- Gedenktafel für Drašar auf dem Friedhof